# Chatenay-Mâcheron
Chatenay-Mâcheron ist eine französische Gemeinde mit 96 Einwohnern (Stand 1. Januar 2022) im Département Haute-Marne in der Region Grand Est. Sie gehört zum Arrondissement Langres und zum Kanton Langres. 
Die Gemeinde liegt fünf Kilometer östlich von Langres in einem Seitental der oberen Marne. Sie ist umgeben von folgenden Nachbargemeinden:
|         | Peigney                                     | Orbigny-au-Val |
| Langres | Kompassrose, die auf Nachbargemeinden zeigt | Saint-Maurice  |
|         | Saint-Vallier-sur-Marne                     |                |

## Bevölkerungsentwicklung
| Jahr                       | 1962 | 1968 | 1975 | 1982 | 1990 | 1999 | 2008 | 2018 |
| -------------------------- | ---- | ---- | ---- | ---- | ---- | ---- | ---- | ---- |
| Einwohner                  | 130  | 120  | 116  | 133  | 135  | 119  | 110  | 101  |
| Quellen: Cassini und INSEE |      |      |      |      |      |      |      |      |